# スティーブ・クロッカー

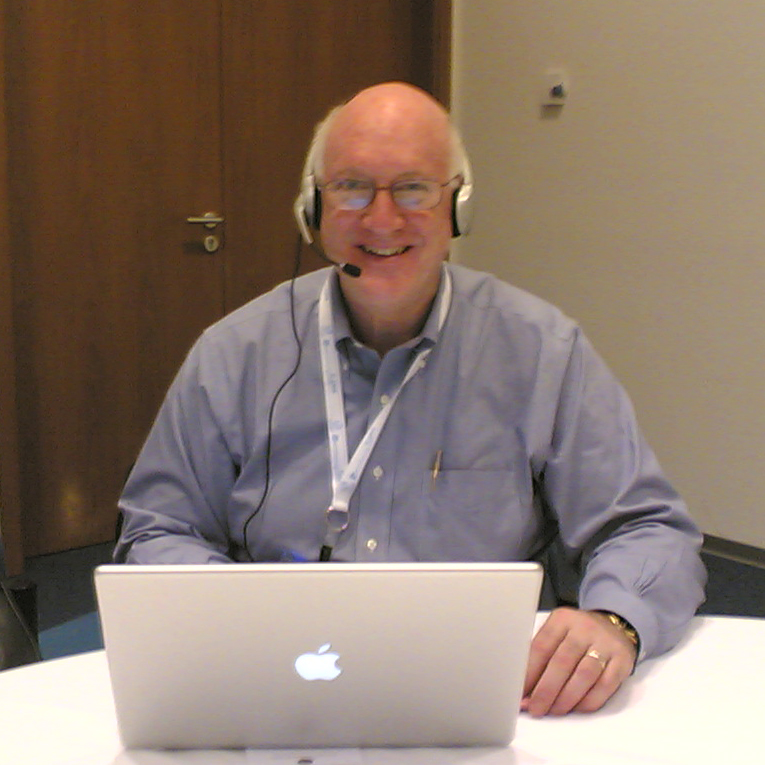
スティーブ・クロッカー (2005)

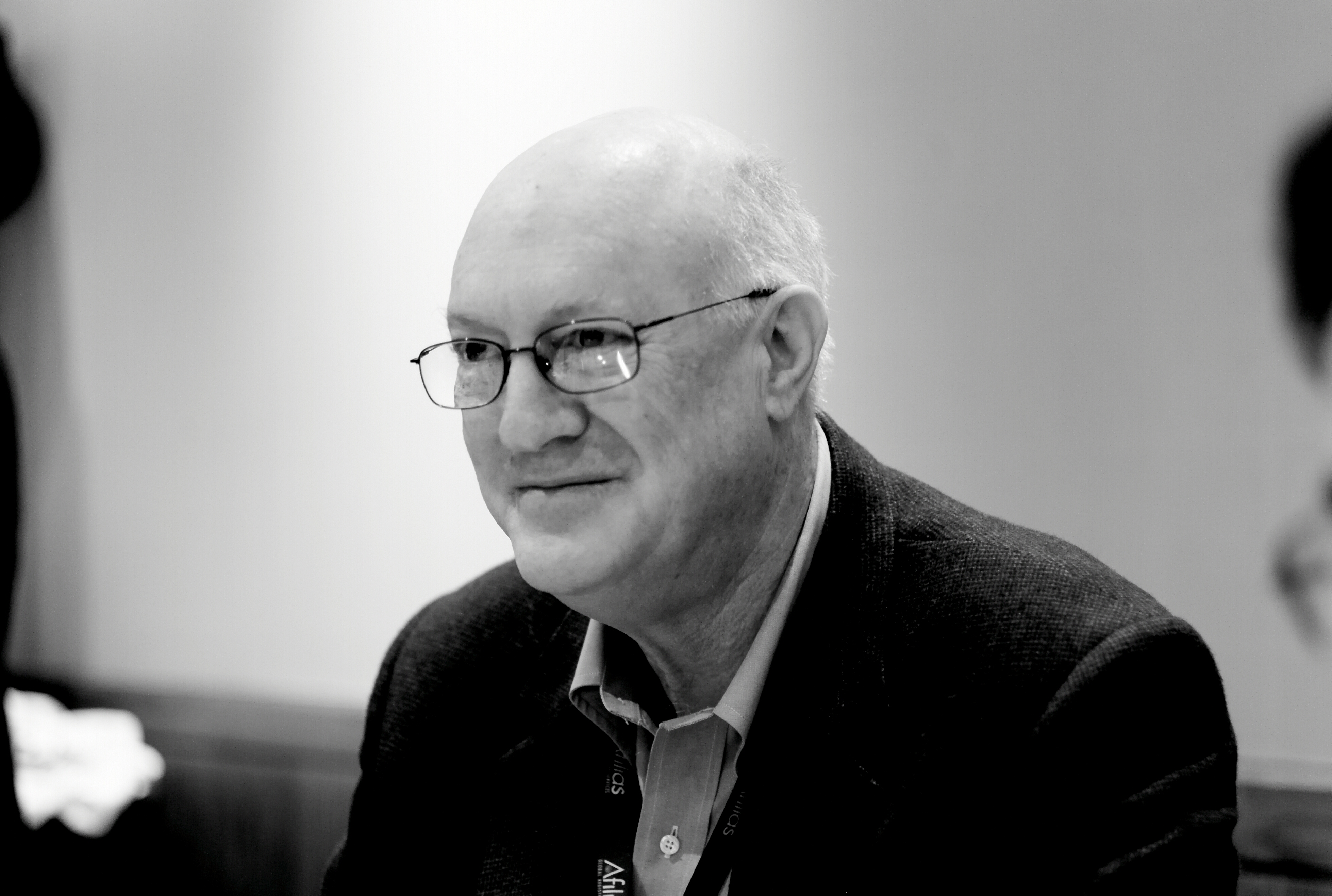
スティーブ・クロッカー

スティーブン・D・クロッカー（英語: Stephen D. Crocker、1944年10月15日 - ）は、Request for Comments シリーズの考案者で、初期のRFCなどを書いた人物である。

## 経歴
カリフォルニア州パサデナ出身。カリフォルニア大学ロサンゼルス校で学士号 (1968) と Ph.D. (1977) を取得。ICANNの運営委員会議長を務めている。
その黎明期からインターネット・コミュニティで働いている。1960年代、UCLAの大学院生としてARPANETプロトコル群の開発に携わり、それが後のインターネットの基盤となった。この業績により、2002年にIEEEインターネット賞を受賞した。
UCLAではコンピュータ・プログラミングの上級コースの講師を務めていた（IBM 7094 メインフレームを使用）。高校教師にデジタル処理とアセンブリ言語によるプログラミングを教えるもので、高校で同様のコースを開催できるようにすることを意図していた。高校生も何人か参加していたという。クロッカーはまた、新たに結成されたUCLAコンピュータ・クラブでも活発に活動していた。
高等研究計画局 (ARPA) のプログラム・マネージャ、USCの情報科学研究所での上級研究者、The Aerospace Corporation の計算機科学研究所創設時の所長、Trusted Information Systems のCTOなどを歴任。1994年、CyberCash, Inc. の創設に参加し、CTOを務めた。1998年、DSLベースのISPである Executive DSL を創業し経営。1999年には Longitude Systems を共同で創業して一時期CEOを務めた。2012年現在、研究開発企業 Shinkuro のCEOを務めている。
スティーブ・クロッカーはARPAの "Network Working Group" 結成に尽力し、それが後の IETF の母体となった。
IETFのセキュリティ分野の責任者、インターネットアーキテクチャ委員会の委員、ICANNのセキュリティ・安定性諮問委員会委員長、インターネットソサエティの運営委員など、インターネット関連のボランティア的地位も務めていたことがある。